# Cimetière juif de Vesoul
Le cimetière juif de Vesoul est un cimetière juif situé à Vesoul, dans le département français de la Haute-Saône en région Bourgogne-Franche-Comté. Il abrite environ 350 sépultures, sur une superficie de 1 850 mètres2.
Acquis dès 1832 par la communauté israélite locale, le cimetière a par la suite été agrandi en 1845, puis en 1886. Aujourd'hui, le cimetière est fermé au public, bien que des inhumations ont encore occasionnellement lieu.

## Localisation et présentation générale
Situé dans l'Est de la ville de Vesoul, sur un versant de La Motte, le cimetière se trouve rue Miroudot Saint-Ferjeux, en bordure de route, dans le quartier du Grand Grésil. Le Nouveau cimetière de Vesoul, l'un des trois cimetières vésuliens, jouxte le cimetière juif. Couvrant une surface totale de 1 850 mètres2, soit 18,5 ares, le cimetière est de forme hexagonale irrégulière, grossièrement en forme de « L » inversé.
Doté d'un périmètre total de 200 mètres, le cimetière a été construit sur trois parcelles différentes. Le cimetière est également clos d'un mur d'enceinte en pierre d'une hauteur d'un à deux mètres. Un portail principal (Sud-Est) ainsi qu'une porte latérale (Est) permettent l'entrée au cimetière. Les tombes du cimetière sont orientées vers l'Est.

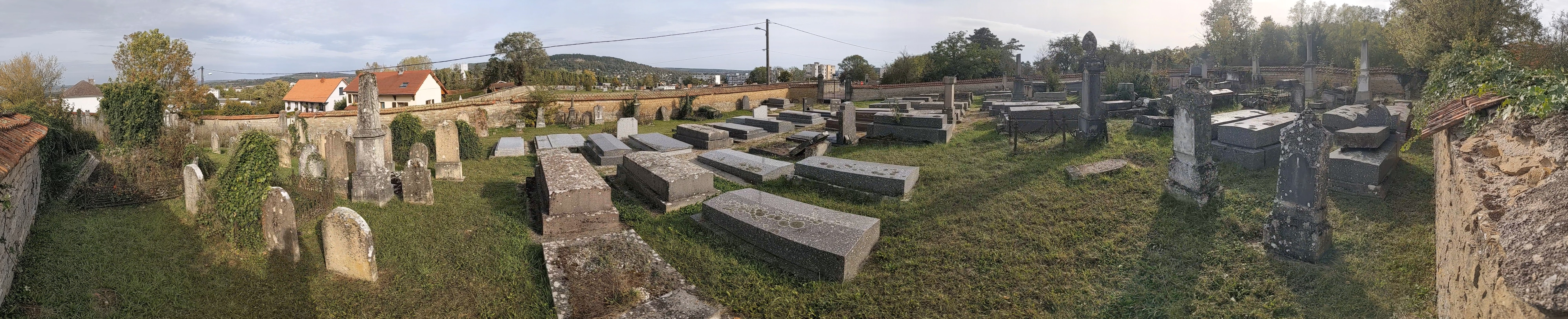
Vue générale du cimetière

## La communauté juive de Vesoul

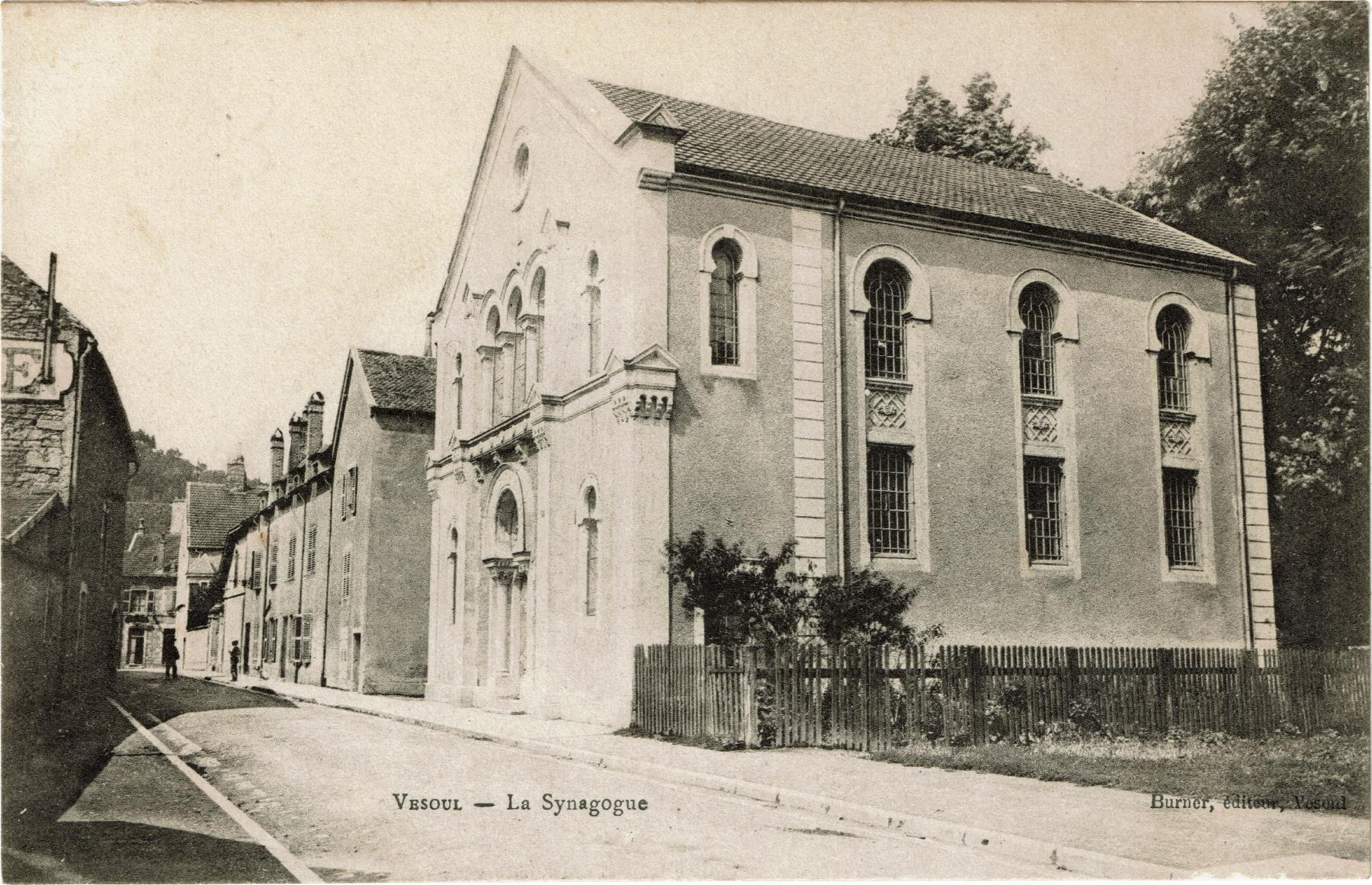
La synagogue de Vesoul, édifiée en 1875. Carte postale de 1904.

La communauté israélite de Vesoul était importante au Moyen-Age : composée de banquiers, commerçants et de marchands, elle était influente dans le royaume de France pour ses activités commerciales. Bien que la communauté juive de Vesoul à cette époque ait été forte, les archives ne font pas mention de cimetière juif à l'époque, ce qui tend à penser que les Juifs de l'époque étaient inhumés dans les cimetières chrétiens.
Après la guerre franco-prussienne de 1870, un nombre important de Juifs émigrent d'Alsace vers d'autres régions de l'Est de la France pour garder la nationalité française. Le rabinnat de Colmar est transféré à Vesoul et la ville de Vesoul accueille alors de nombreuses familles juives : un consistoire de l'Est est créée à Vesoul. La communauté juive locale prend rapidement de l'ampleur et fit édifier rue du Moulin-des-Prés quelques années plus tard, en 1875, une synagogue de style néo-mauresque, conçue par l'architecte vésulien Charles Dodelier,. Plusieurs rabbins se succèdent au rabbinat de Vesoul parmi lesquels Moïse Schuhl, Isaac Lévy ou encore Justin Schuhl.

## Histoire du cimetière juif

### Construction et aménagement du cimetière
Le cimetière juif de Vesoul, fut construit sur trois différentes parcelles achetées au cours du XIXe siècle. Ces terrains étaient alors situés à l'extérieur de la cité - à environ un kilomètre - et au bord d'un axe de passage servant de voie romaine entre Port-sur-Saône et Vesoul.
La première parcelle fut acquise par la communauté locale en 1832 ; à cette époque la ville compte environ 5500 habitants,. Le cimetière est construit en forme rectangulaire, entièrement clos et dispose alors d'une superficie d'environ 700 m² (35 x20). Les premières inhumations ont lieu en 1838. En 1845, la communauté israélite locale fait l'acquisition d'un terrain mitoyen afin d'agrandir le cimetière,. En 1856, un escalier est construit aux abords du cimetière, afin de faciliter l'accès à la porte d'entrée. En 1886, une troisième parcelle est achetée pour l'agrandissement du cimetière,,,.

### Difficultés de gestion et abandon progressif
En novembre 1958, une association est créée par la communauté israélite de Vesoul dans le but de règlementer l'entretien du cimetière juif.

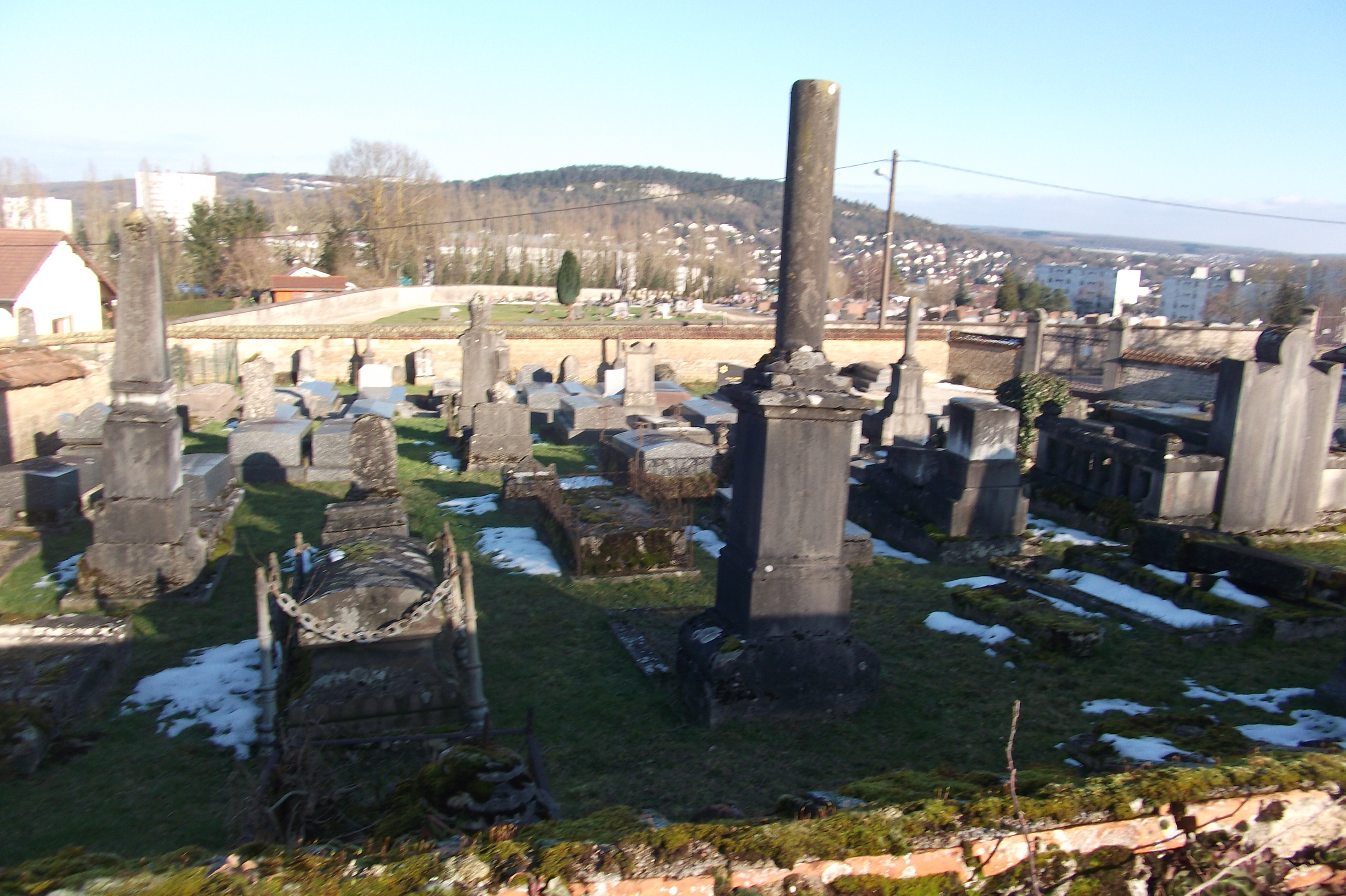
Vue des sépultures (février 2013)

En 1986, la communauté juive de Vesoul demanda à la mairie de se charger de l'entretien du cimetière, en échange d'une indemnité financière, ce que la municipalité accepta par lettre du 14 novembre 1986. Le 29 juin 2005, par convention avec la mairie, la communauté juive de Vesoul cède la parcelle lui appartenant située au sud du cimetière, en échange de l'entretien régulier du cimetière. La mairie de Vesoul aménage par la suite une aire de stationnement sur cette parcelle afin de permettre une meilleure accessibilité au nouveau cimetière de Vesoul, située à proximité directe.
Dans les années 2020, le cimetière est jugé à l'état d'abandon ; la végétation et les ronces recouvrent alors de nombreuses tombes, notamment dans la partie nord, l'espace le plus ancienne du cimetière. La municipalité, bien que ne gérant pas le cimetière, prend la décision, en 2023, de mener de nouvelles opérations d'entretien,.
Un recensement est réalisé en 2023 : environ 350 sépultures sont alors répertoriées dans le cimetière. Cependant, plusieurs d'entre elles, notamment les plus anciennes, présentent un état de détérioration avancée et les inscriptions sur les tombes sont pour la plupart devenues illisibles.
En 2025, le mur Nord du cimetière est réédifié.
Au XXIe siècle, le cimetière est fermé au public et les clés d'entrée du cimetière sont gardées par le commissariat de la ville et par la communauté juive de Besançon. Il est l'un des trois cimetières vésuliens subsistants aujourd'hui avec l'ancien cimetière et le nouveau cimetière,.

## Éléménts architecturaux

### Les sépultures et monuments funéraires
La plupart des sépultures et caveaux du cimetière présentent éléments funéraires classiques tels que des urnes funéraires, des colonnes ainsi que d'autres types d'ornements, mais également des signes hébraïques tels que l'Étoile de David. Les tombes sont alignées et présentées vers l'Est. Les épitaphes sont principalement en hébraïque, avec cependant des écritures en français pour les tombes les plus récentes.

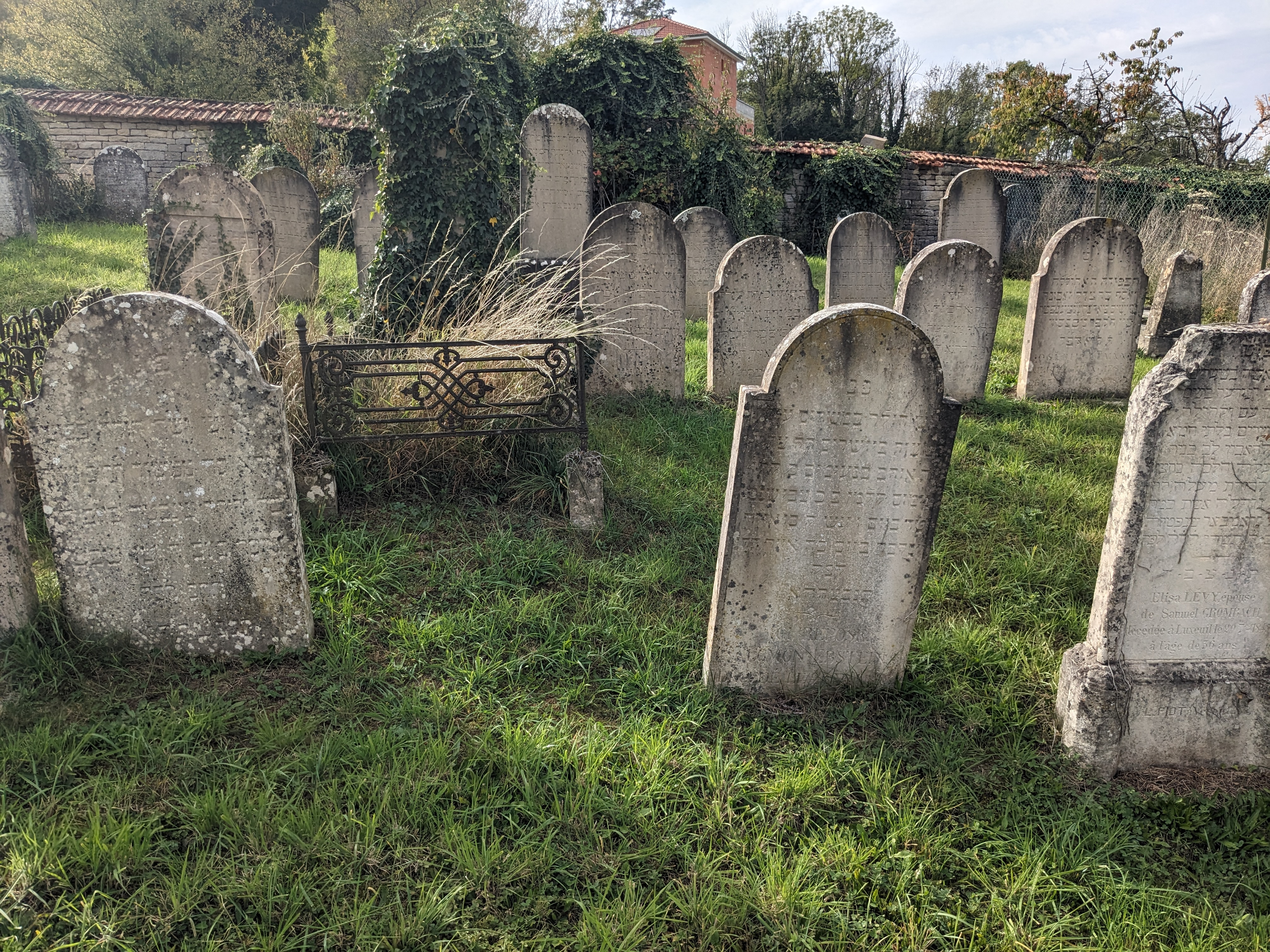
Un groupe de tombes
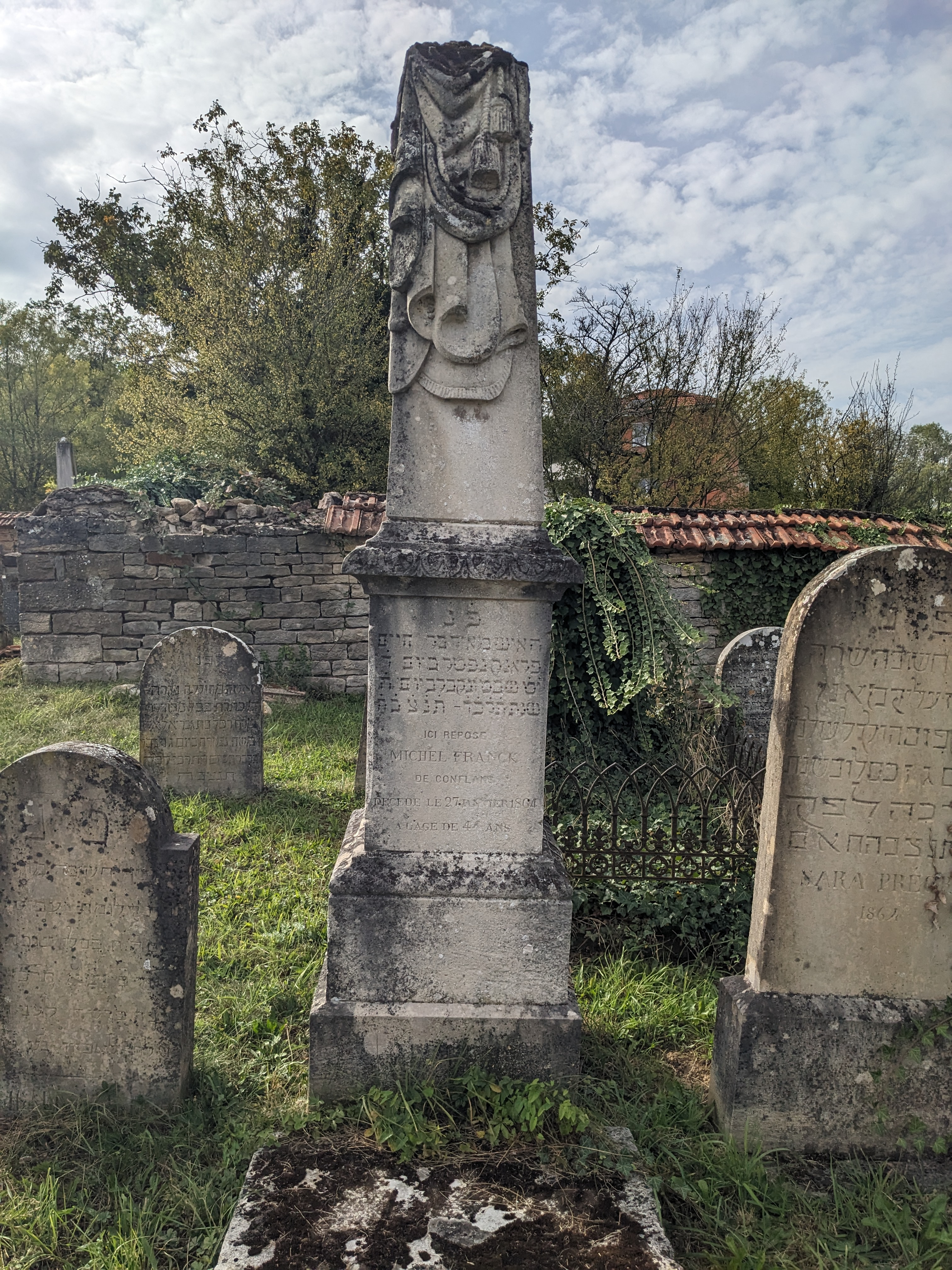
Une colonne
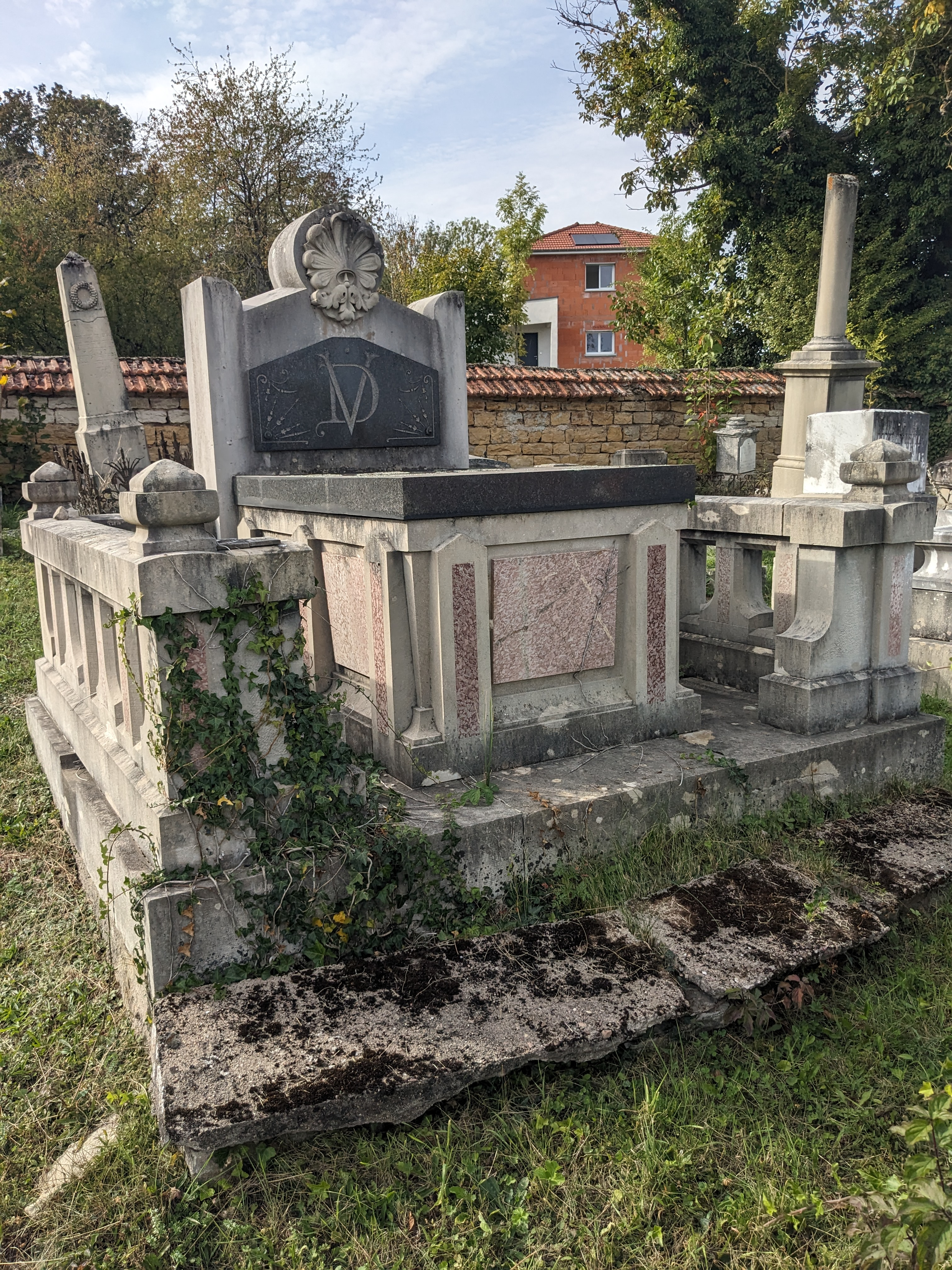
Une sépulture monumentale
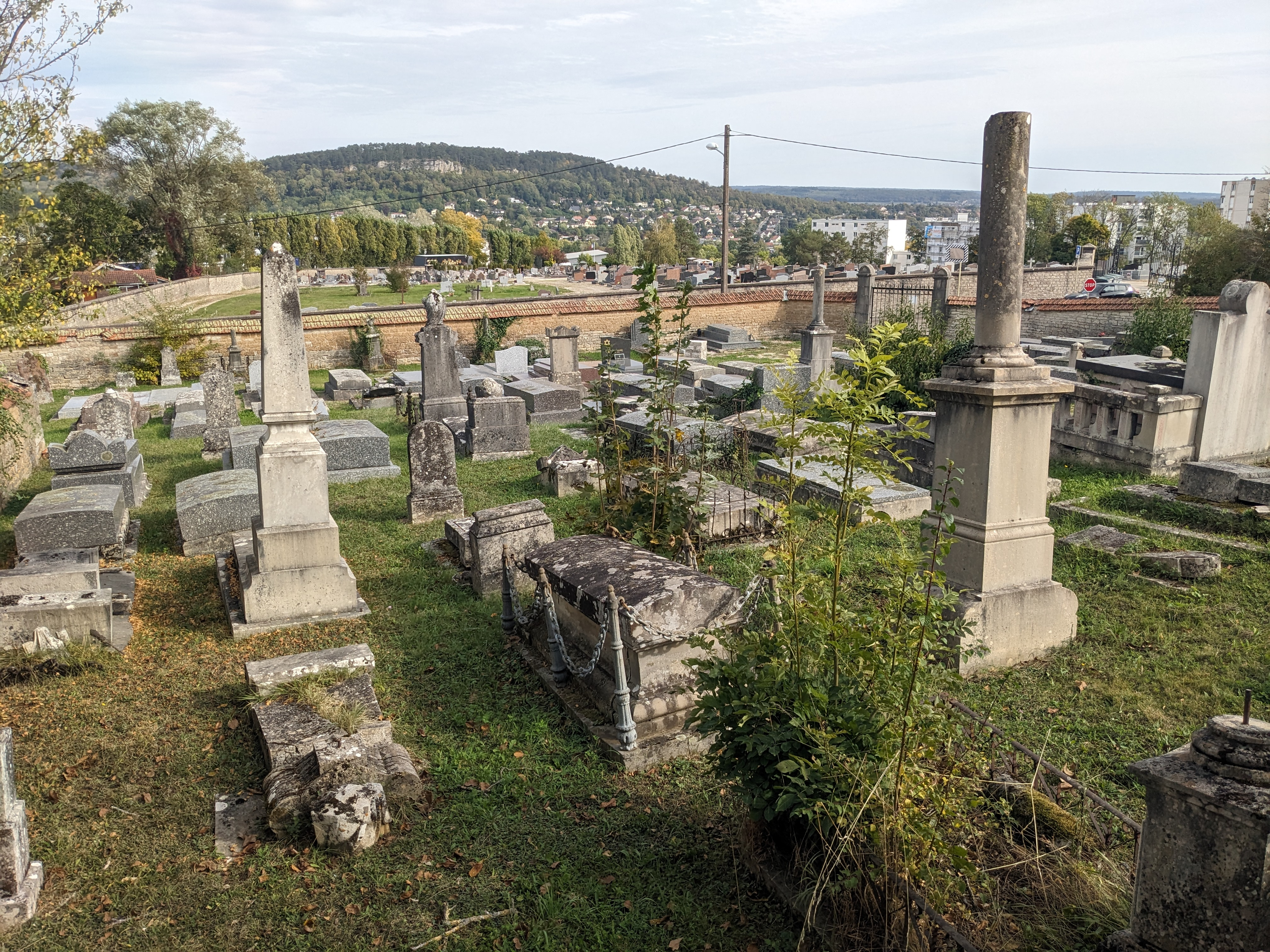
Vue générale des tombes

### La stèle commémorative

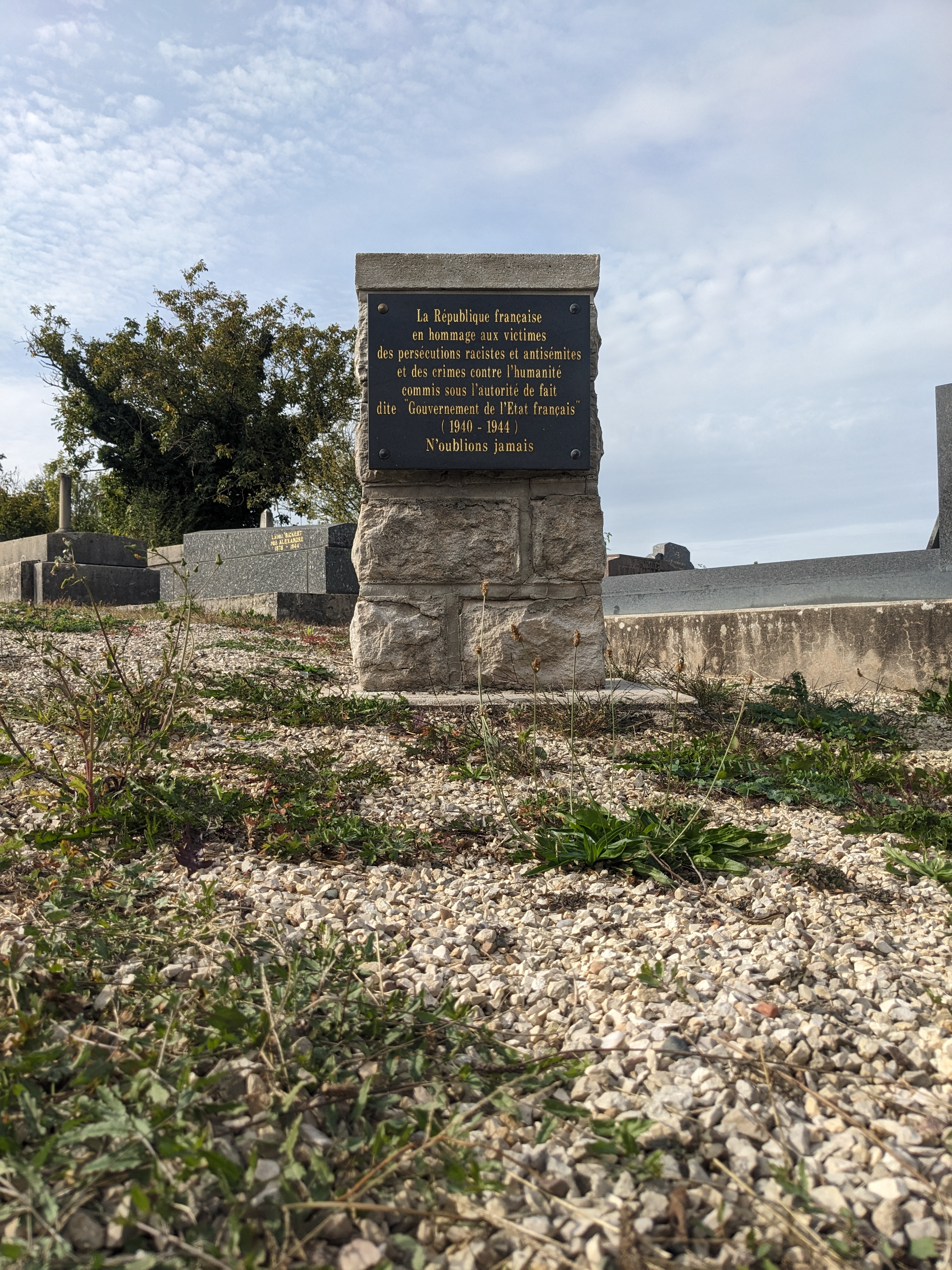
La stèle commémorative, située à proximité du portail d'entrée.

Une stèle a été installée au sein du cimetière en hommage aux victimes du régime nazi sur laquelle est écrit :

« La République française en hommage aux victimes des persécutions racismes et antisémites et des crimes contre l'humanité commis sous l'autorité de fait dite "Gouvernement de l'Etat français" (1940 - 1944). N'oublions jamais. ».
Des cérémonies de commémoration sont régulièrement organisées lors de jours en hommage à la guerre durant laquelle les Juifs vésuliens ont été déportés,,.

## Fonctionnement
Le cimetière est géré par la communauté israélite de Besançon, dû à la disparition progressive de celle de Vesoul au cours du XXIe siècle. Les inhumations sont alors sur demande à la communauté de Besançon qui en a fixe les règles à suivre.

## Personnalités enterrées
- René Weil (1884-1955), maire de Vesoul de 1934 à 1940. Un quai du centre-ville de Vesoul porte son nom[25].
- Isaac Schwartz (1870-1918), rabbin de Vesoul de 1897 à 1902 et aumônier militaire, mort pour la France[26],[27].